# Paranthias colonus
Paranthias colonus е вид бодлоперка от семейство Serranidae. Видът не е застрашен от изчезване.

## Разпространение и местообитание
Разпространен е в Гваделупа, Гватемала, Еквадор, Колумбия, Коста Рика, Мексико, Никарагуа, Панама, Перу, Салвадор и Хондурас.
Обитава крайбрежията и скалистите дъна на морета, заливи и рифове в райони с тропически, умерен и субтропичен климат. Среща се на дълбочина от 10 до 68,5 m, при температура на водата от 19,5 до 27,5 °C и соленост 33 – 35 ‰.

## Описание
На дължина достигат до 35,6 cm.
Популацията на вида е стабилна.